# Thomás Jaguaribe
Thomás Jaguaribe Bedinelli (Juiz de Fora, 24 febbraio 1993) è un calciatore brasiliano, centrocampista della Chapecoense.

## Biografia
Possiede anche il passaporto italiano.

## Caratteristiche tecniche
Thomas è un trequartista che può essere impiegato anche in posizione di ala. Per il suo modo di giocare in campo è stato paragonato ad Erik Lamela.

## Carriera
Nelle stagioni 2011-2012 e 2012-2013 gioca nel campionato brasiliano con la maglia del Flamengo totalizzando 9 presenze senza gol.
L'8 agosto 2013 passa alla squadra italiana del Siena in prestito gratuito con diritto di riscatto fissato a 4 milioni di euro. Nella squadra toscana gioca solo 12 partite di campionato ed al termine della stagione non viene esercitato il riscatto.
Il 16 agosto 2015 realizza nel finale, durante i minuti di recupero, la sua prima rete con la maglia di Seattle, nella vittoria per 4-0 su Orlando.

## Statistiche

### Presenze e reti nei club
Statistiche aggiornate al 30 gennaio 2016.
| Stagione           | Squadra            | Campionato         | Campionato | Campionato | Coppe nazionali | Coppe nazionali | Coppe nazionali | Coppe continentali | Coppe continentali | Coppe continentali | Altre coppe | Altre coppe | Altre coppe | Totale | Totale |
| Stagione           | Squadra            | Comp               | Pres       | Reti       | Comp            | Pres            | Reti            | Comp               | Pres               | Reti               | Comp        | Pres        | Reti        | Pres   | Reti   |
| ------------------ | ------------------ | ------------------ | ---------- | ---------- | --------------- | --------------- | --------------- | ------------------ | ------------------ | ------------------ | ----------- | ----------- | ----------- | ------ | ------ |
| 2011               | Flamengo           | A/RJ+A             | 0+9        | 0          | CB              | 0               | 0               | CS                 | 0                  | 0                  | -           | -           | -           | 9      | 0      |
| 2012               | Flamengo           | A/RJ+A             | 6+10       | 0          | CB              | 0               | 0               | CL                 | 2                  | 0                  | -           | -           | -           | 18     | 0      |
| 2013               | Flamengo           | A/RJ+A             | 0+0        | 0          | CB              | 0               | 0               | -                  | -                  | -                  | -           | -           | -           | 0      | 0      |
| 2013-2014          | Siena              | B                  | 12         | 0          | CI              | 0               | 0               | -                  | -                  | -                  | -           | -           | -           | 12     | 0      |
| giu.-ago. 2014     | Flamengo           | A/RJ+A             | 0+3        | 0          | CB              | 0               | 0               | -                  | -                  | -                  | -           | -           | -           | 3      | 0      |
| Totale Flamengo    | Totale Flamengo    | Totale Flamengo    | 6+22       | 0          |                 | 0               | 0               |                    | 2                  | 0                  |             |             |             | 30     | 0      |
| 2014               | Ponte Preta        | A/RJ+B             | 0+13       | 1          | CB              | 0               | 0               | -                  | -                  | -                  | -           | -           | -           | 13     | 1      |
| 2015               | Ponte Preta        | A/RJ+B             | 8+0        | 0          | CB              | 2               | 0               | -                  | -                  | -                  | -           | -           | -           | 10     | 0      |
| Totale Ponte Preta | Totale Ponte Preta | Totale Ponte Preta | 8+13       | 1          |                 | 2               | 0               |                    | 0                  | 0                  |             |             |             | 23     | 1      |
| 2015               | Seattle Sounders   | MLS                | 11         | 1          | OC              | 0               | 0               | CCL                | 3                  | 0                  | PO          | -           | -           | 14     | 1      |
| 2016               | Joinville          | A/CA+B             | 0+0        | 0          | CB              | 0               | 0               | -                  | -                  | -                  | -           | -           | -           | 0      | 0      |
| Totale carriera    | Totale carriera    | Totale carriera    | 37+35      | 2          |                 | 2               | 0               |                    | 5                  | 0                  |             |             |             | 79     | 2      |